# 乔加·玛米
乔加·玛米（英語：Choga Mami），伊拉克古城，位于今伊拉克南部地区。约公元前6000年至约公元前4500年前后凭借陶器而繁荣于美索不达米亚，后逐渐废弃。该城遗址已由考古学家组织勘察与发掘，出土文物为其断代提供了重要佐证。

## 扩展阅读
- Joan Oates,  A Radiocarbon Date from Choga Mami, Iraq, vol. 34, no. 1, pp. 49–53, 1972

33°53′00″N 45°27′00″E / 33.883330°N 45.449990°E